# Дикий, дикий Запад
«Дикий, дикий Вест», также «Дикий, дикий Запад» (англ. Wild Wild West: в оригинальном англоязычном названии обыгрывается дословное значение — запад — фамилии Вест одного из главных героев) — научно-фантастический вестерн 1999 года режиссёра Барри Зонненфельда. Фильм был вдохновлён одноимённым телесериалом 1960-х годов. В главных ролях снялись Кевин Клайн и Уилл Смит, последний также записал саундтрек к фильму и издал его как сингл.
Фильм был плохо принят критиками и зрителями и получил 6 антинаград «Золотая малина» в номинациях «худший фильм», «худший сценарий», «худший режиссёр», «худшая экранная пара» (Уилл Смит и Кевин Клайн) «худшая оригинальная песня».

## Сюжет
Действие разворачивается в США после Гражданской войны, в 1869 году, в период Реконструкции и президентства Улисса Гранта. Один за другим неизвестно куда исчезают известные учёные, работающие в области физики, химии, металлургии и гидравлики. В причастности к этому подозревается генерал конфедератов Макграт по прозвищу «Кровопролитный» (Тед Ливайн), которого предстоит разыскать капитану Джиму Весту (Уилл Смит), имеющему с генералом личные счёты. Однако, когда он пытается ликвидировать генерала Макграта в одном из салунов в Моргане, Западная Виргиния, то встречает переодетого в проститутку маршала Артемиуса Гордона (Кевин Клайн), который был послан правительством США, чтобы выведать планы Макграта и узнать, на кого он работает. Из-за того, что Гордон и Вест ничего не знали друг о друге, они упустили генерала Макграта и чудом выжили при взрыве, который произошёл, когда нагруженная ящиками с нитроглицерином повозка скатилась с холма без лошадей и на полной скорости врезалась в стену салуна.
Вест возвращается в Вашингтон, где снова встречается с Гордоном. В Белом доме президент Грант посылает Веста и Гордона разыскать и освободить пропавших учёных за одну неделю, прежде чем он откроет первую трансконтинентальную железную дорогу в Промонтори, Юта. Отныне Весту и Гордону придётся работать вместе, хотя это будет непросто: Вест, как бывший военный, привык в любой ситуации полагаться исключительно на оружие, простоту мышления, прямолинейность действий и физическую силу, в то время как Гордон помешан на различных технических приспособлениях и хитрых планах и комбинациях.
Герои отправляются в Новый Орлеан на роскошном поезде. Но «Скиталец» — не простой поезд, он наполнен множеством хитроумных приспособлений, призванных помочь Гордону в борьбе с преступниками. В Новом Орлеане герои встречают доктора Арлисса Лавлесса (Кеннет Брана), гениального учёного Конфедерации, которого все считали умершим. Лавлесс лишился нижней половины тела и теперь разъезжает в трёхколёсном паровом инвалидном кресле собственной разработки.
Во время устроенного Лавлессом бала, на котором присутствуют послы разных стран, Вест узнаёт о том, что генерал Макграт работает на Лавлесса. Когда Вест обыскивал кабинет Лавлесса, его пыталась заманить в ловушку одна из ассистенток последнего, Мей Ли Ист, но Вест не поддался на её чары, и в завязавшейся затем перестрелке Ист была убита.
Пытаясь связаться с Гордоном, Вест решает, что тот снова переоделся в женщину, но ошибается и нечаянно оскорбляет одну из приглашённых на бал. Разгневанные гости решают линчевать Веста, а Гордон (который на самом деле переоделся в жителя северных лесов), пользуясь заминкой, тоже обыскивает усадьбу и освобождает певицу Риту Эскобар (Сальма Хайек), которую хотел подчинить себе Лавлесс. Рита утверждает, что её отца похитил Лавлесс, и она должна разыскать его. Веста спасает эластичная верёвка, которую Гордон подсунул гостям, и герои вместе с Ритой сбегают прочь.
После бала Лавлесс приглашает иностранных гостей посмотреть на работу его изобретения: парового танка. С помощью последнего он без труда расстреливает всех солдат генерала Макграта прямо у него на глазах. Разъярённый Макграт, видя, что его подчинённых использовали как живую мишень, пытается убить Лавлесса, но тот опережает его и приказывает помощницам сбросить смертельно раненого генерала в воду озера, на берегу которого произошло массовое побоище. Однако Макграту удаётся выплыть на берег.
Гордон, Вест и Рита прибывают на сцену бойни уже после того, как Лавлесс вместе с помощницами уехал на своём танке по железной дороге (танк оснащён железнодорожными колёсными парами) в направлении Юты. От умирающего генерала Вест узнаёт, что именно Лавлесс (а не генерал, как Джим полагал ранее) устроил бойню в поселении бывших рабов, где жили родители Веста. Гордон и Вест отправляются в погоню за Лавлессом, оставив Риту на станции, но Рита догоняет их и требует участвовать в погоне вместе с ними.
Когда поезд уже было догнал бронемашину Лавлесса, последний с помощью хитрого манёвра остановил «Скитальца», хотя Весту удалось вывести броневик из строя. И из-за глупости Риты герои оказываются в плену, а Лавлесс уезжает на их поезде.
С трудом избежав изощрённой казни от машины Лавлесса, мечущей летающие металлические диски с зубьями, герои снова отправляются искать злодея и скоро находят ущелье, где он обосновался, а заодно и свой поезд. На этот раз они обнаруживают, что у Лавлесса есть ещё более грозное оружие, чем его бронемашина, а именно: гигантский паровой механический паук, вооружённый разнообразными пушками, пулемётами и огнемётами (для создания этого исполина Лавлессу и пришлось похитить учёных, включая отца Риты). С помощью этого паука Лавлесс срывает церемонию открытия трансконтинентальной железной дороги и берёт в плен президента Гранта и переодевшегося в него Гордона, в то время как в Веста стреляет одна из помощниц Лавлесса.
В своей резиденции Лавлесс озвучивает перед пленным президентом и дипломатами свой план по расчленению США. Так как президент отказывается подписать договор, Лавлесс собирается у него на глазах убить Гордона. Но в дело вмешивается Вест, который остался жив благодаря кольчуге, заранее подложенной ему Гордоном. Вест появляется перед Лавлессом, замаскировавшись под танцовщицу, и ненадолго отвлекает его внимание, но случайно приводит в действие спрятанный в костюме огнемёт в неподходящий момент. В доме Лавлесса начинается пожар, и тот сбегает на своём пауке, прихватив с собой президента Гранта, а Гордон, Рита и Вест спасают остальных заложников.
Пытаясь убедить президента подписать договор, Лавлесс начинает терроризировать встреченный на пути город. Гордон и Вест снова настигают Лавлесса, для чего Гордон переделывает свой мотоцикл в самолёт. Но когда они догоняют паука и закидывают его бутылками с нитроглицерином, одна из помощниц Лавлесса сбивает их из пулемёта Гатлинга. Они падают на паука и попадают в плен к Лавлессу.
Восхищённый смелостью Веста и изобретательностью Гордона, Лавлесс предлагает им работать на него, но герои отвечают отказом. Тогда он сбрасывает Веста в машинный отсек, где с ним должны расправиться рабочие — но Весту удаётся, хоть и с большим трудом, победить их. Наконец Лавлесс решает лично убить Веста. Как оказалось, у него кроме инвалидного кресла есть ещё четыре механические ноги, с помощью которых он вступает в бой с Вестом. Гордон с помощью спрятанного в поясе мини-револьвера подстреливает одну из ног Лавлесса, что приводит к выходу всего механизма из строя. Сам же он тем временем успешно нейтрализовал помощниц Лавлесса, но остаётся ещё разобраться в управлении пауком, иначе они упадут с обрыва. А Лавлесс тем временем, пытаясь отвлечь внимание Веста разговором, возвращается в своё кресло и стреляет из встроенного пистолета, но промахивается и повреждает одну из деталей своего механического паука (Вест же отделался только простреленными штанами). Паук останавливается перед самым краем пропасти, и Лавлесс вместе с Вестом выпадают из машинного отсека; Лавлесс чудом зацепляется своим креслом за корпус паука, а Вест — за шею Лавлесса. Но Весту удаётся сбросить противника в пропасть, а самому зацепиться за ноги одного из рабочих, повисшего на цепи.
После повторной церемонии открытия железной дороги Грант повышает Гордона и Веста до первых агентов новосозданной Секретной службы США и уезжает на «Скитальце» (поскольку его собственный поезд был уничтожен Лавлессом). Гордон и Вест опять встречаются с Ритой, планируя просить её руки, но она оказывается вовсе не дочерью, а женой профессора Эскобара. Рита уезжает вместе с супругом домой в Техас, а герои, лишившись своего поезда, отправляются на следующее задание уже на трофейном механическом пауке.

## В ролях
| Актёр                  | Роль                                          |
| ---------------------- | --------------------------------------------- |
| Уилл Смит              | капитан Джеймс Вест                           |
| Кевин Клайн            | маршал Артемус Гордон / президент Улисс Грант |
| Кеннет Брана           | доктор Арлисс Лавлесс                         |
| Сальма Хайек           | Рита Эскобар                                  |
| Майкл Эммет Уолш       | маршал Коулман                                |
| Тед Ливайн             | генерал «Кровопролитный» Макграт              |
| Фредерика ван дер Валь | Амазония                                      |
| Мусетта Вандер         | Муниция                                       |
| София Энг              | мисс Липпенридер                              |
| Бай Лин                | Май Ли Ист                                    |
| Гарсель Бове           | Белль                                         |

## Съёмки
- Все рабочие паровозы в фильме сыграл паровоз «William Mason» 1856 года постройки.
- В сцене, где Арлисс Лавлесс стреляет в генерала Макграта, виден кадр, когда собака сидит около искусственного уха генерала, выполненного в виде миниатюрной граммофонной трубы — аллюзия на эмблему звукозаписывающей компании RCA Victor («His Master’s Voice»).
- Гигантский механический паук появился в фильме благодаря продюсеру Джону Питерсу. Первоначально большой паук должен был появиться в другом фильме, который продюсировал Питерс, — «Супермен жив», но этот фильм Тима Бёртона так и не был снят[4]